# Zla Kolata
De Zla Kolata (Montenegrijns Servisch: Зла Колата; Albanees: Kollata e Keqe) is met een hoogte van 2534 meter boven de zeespiegel het hoogste punt van Montenegro. De berg ligt in Nationaal park Prokletije op de grens tussen de Montenegrijnse gemeente Plav en het Albanese district Tropojë, dat deel uitmaakt van de noordelijke prefectuur Kukës. Hij is onderdeel van de keten der Albanese Alpen, die op hun beurt tot de Dinarische Alpen worden gerekend. In Albanië is de Zla Kolata 's lands op 15 na hoogste berg.
De Zla Kolata heeft een brede top en is in beide landen een populaire vakantiebestemming. Net iets lager, op een hoogte van 2528 meter, bevindt zich de Kollata e Mirë, die eveneens op de grens tussen de betrokken landen ligt. De hoogste top van de keten, de Maja e Kollatës met een hoogte van 2552 meter, ligt volledig op Albanees grondgebied maar wordt ondanks de spectaculaire vergezichten over de Valbonërivier minder vaak bezocht.

## Zie ook

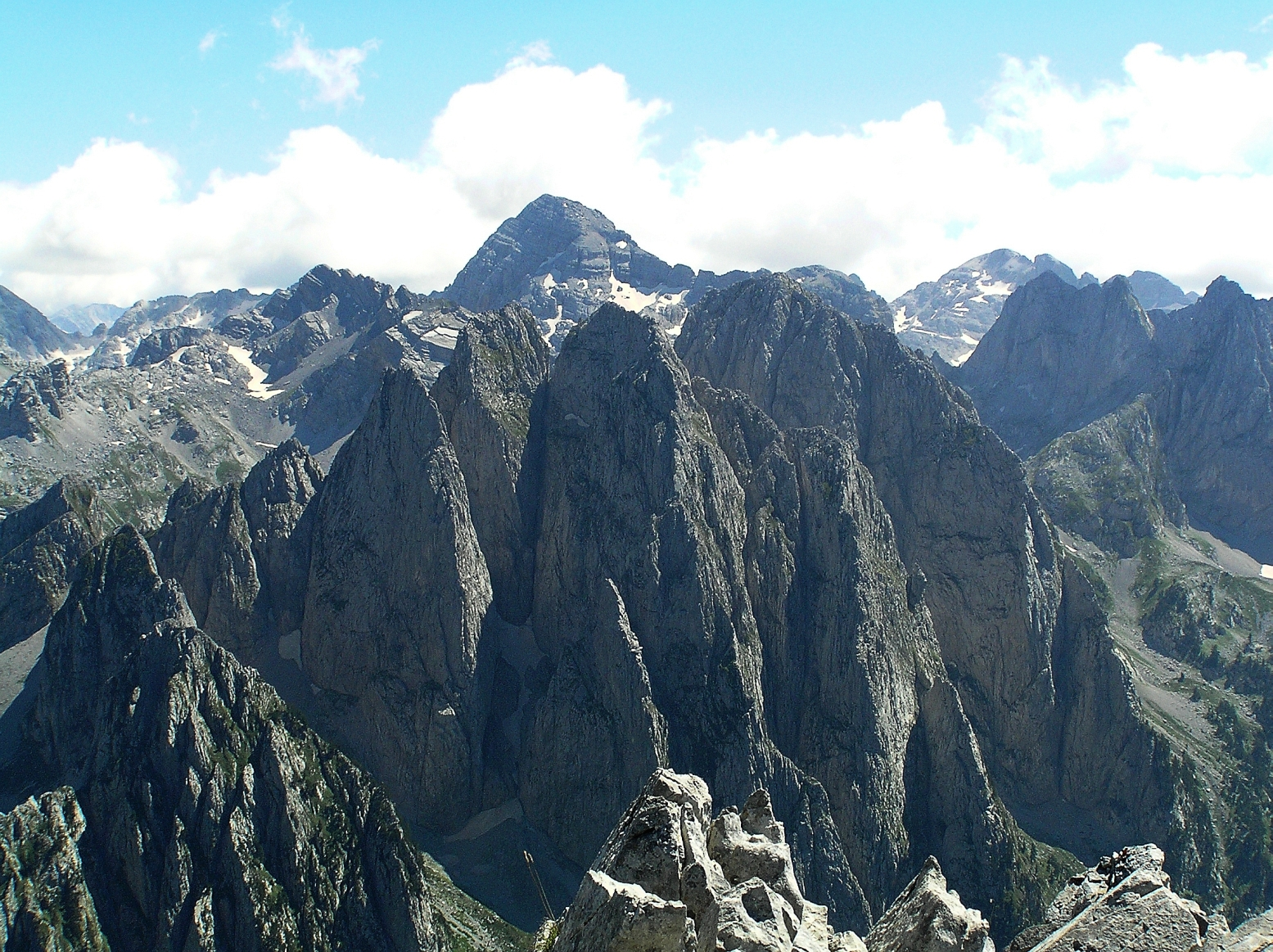